# Макаровка (Обуховский район)
Макаровка (укр. Макарівка) — село, входит в Обуховский район Киевской области Украины.
Население по переписи 2001 года составляло 76 человек. Почтовый индекс — 08743. Телефонный код — 4572. Занимает площадь 0,67 км². Код КОАТУУ — 3223183402.

## Местный совет
08743, Київська обл., Обухівський р-н, с. Долина, вул. Жовтнева, 6, тел. 36-283  (укр.)